# Lijst van burgemeesters van Schimmert
Dit is een lijst van burgemeesters van de voormalige Nederlandse gemeente Schimmert in de provincie Limburg, totdat deze per 1 januari 1982 samen met de toenmalige gemeenten Hulsberg en Wijnandsrade opging in de gemeente Nuth.
| Ambtsperiode                 | Naam burgemeester           | Leven     | Partij of stroming | Bijzonderheden                                                                   |
| ---------------------------- | --------------------------- | --------- | ------------------ | -------------------------------------------------------------------------------- |
| 1800 - 1803                  | P.W. Willems                |           |                    |                                                                                  |
| 1803 - 1808                  | M. Hons                     |           |                    |                                                                                  |
| 1808 - 1814                  | A. Eijssen                  |           |                    |                                                                                  |
| 1814 - 1818                  | P.W. Willems                |           |                    |                                                                                  |
| 1818 - 1830                  | H.J. Schirmer               |           |                    |                                                                                  |
| 1830 - 1836                  | P.W. Willems                |           |                    |                                                                                  |
| 1836 - 1842                  | A. Eijssen                  |           |                    |                                                                                  |
| 1843 - 1887                  | M. Eijssen                  |           |                    |                                                                                  |
| 1887 - 1923                  | P.H. Eijssen                |           |                    |                                                                                  |
| maart 1923 - 17 oktober 1947 | J.H. Bogman                 | 1886-1947 |                    |                                                                                  |
| 16 april 1948 - 1972         | Mr. Jef (H.M.A.J.) Spuisers | 1907-1981 | RKSP/KVP           | eerder burgemeester van Grathem.                                                 |
| 1972 - 1982                  | Hein (H.G.L.) Corten        | 1927-2005 | VVD                | tevens burgemeester van Ulestraten (1960-1982); later burgemeester van Susteren. |